# Bromance
Ne doit pas être confondu avec Bromance records.
Une bromance est une relation forte entre deux ou plusieurs hommes, avec un niveau émotionnel élevé et des démonstrations d'intimité fortes, sans composantes sexuelles.

## Origine

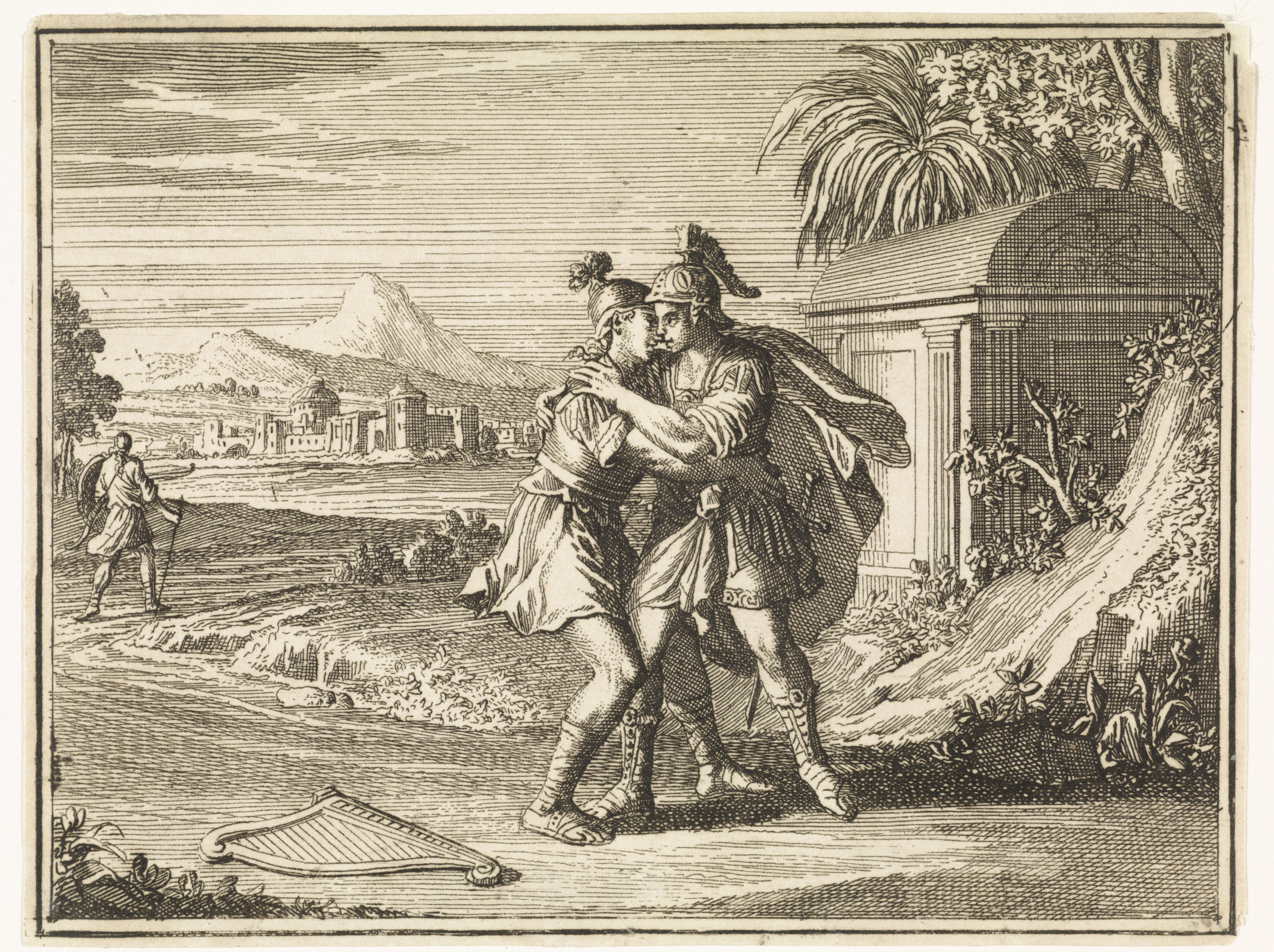
David et Jonathan se faisant un câlin.

Dans l’histoire, les amitiés exclusives et les démonstrations d’affection entre hommes étaient fréquentes. C'est le cas de David et Jonathan dans la Bible.  Dans la littérature française du Moyen Âge, il y a eu la relation entre Ami et Amile,,.  Selon l’historienne canadienne Louise Bienvenue, dans les années 1930, l’amitié masculine intime entre les jeunes hommes du Cours classique était fréquente, ainsi que l’expression de leurs affections pour leurs amis. Cela était valorisé au sein de l’élite.  Dans le début du XIXe siècle, aux États-Unis, l’amitié masculine intime avec contacts physiques était également courante, comme l’illustre les photos du livre Bosom Buddies: A Photo History of Male Affection. Cela a continué ainsi, jusque dans les années 1950.  En effet, dans la seconde moitié du XXe siècle, la compagnie masculine étroite est devenue plus taboue, en raison d'amalgames entre amitié masculine et homosexualité.

## Dénomination et étymologie
Le mot bromance est un mot-valise anglais composé de l'abréviation de brother (bro), voulant dire frère, et de romance qui signifie idylle en français, formé à l'exemple de nombreux autres mots-valises à partir de « bro », comme « brogrammer » (programmeur bro), « broscience » (désinformation dans un milieu masculin, particulièrement dans le monde du culturisme), « curlbro » (bro adepte des exercices curl de musculation), le terme « bro » portant les connotations de sexisme associées à la culture bro. Il n'en existe pas de traduction ni d'intégration officielle en français actuellement et le mot est employé tel quel, au féminin,. L'Office québécois de la langue française propose comme traduction officielle « amitié virile ».
David Carnie (en) est crédité pour avoir forgé le terme comme rédacteur en chef du magazine de skateboard Big Brother dans les années 1990, pour désigner spécifiquement le genre de relations qui se développent entre les skaters qui ont passé beaucoup de temps ensemble. Le terme s'est popularisé à partir de 2005, lorsque le thème est venu plus au premier plan dans l'industrie cinématographique.
William M. Akers parle en francisé de fromance pour qualifier une forte relation d'amitié faite d'amour amical entre deux hommes.
Certains parlent de fréromance, amidylle masculine, amitié virile.

## Caractéristiques
La bromance a été examinée à partir de points de vue tels que l'historiographie, l'analyse du discours, la recherche en sciences sociales et la théorie queer dans des magazines et des livres,. L'émergence de la bromance au cours du XXIe siècle a été considérée comme un reflet de la façon dont la société a collectivement changé sa perception et l'intérêt pour le thème,.
Plusieurs caractéristiques de bromance ont été cités. La bromance transmet une relation homosociale mâle qui va beaucoup plus loin que les pratiques homosociales traditionnelles. La proximité accrue va au-delà d'être de simples amis. Son émergence en tant que genre conceptuel distinctif et thème dans l'industrie du cinéma et de la télévision est considérée comme un reflet d'une « acceptation plus large des expressions culturelles non hétéronormative ainsi que la perspective d'une intimité de même sexe qui transcende les questions d'orientation sexuelle ». Les circonstances culturelles contemporaines et des éléments spécifiques de la représentation de la bromance dans les films et la télévision démontrent une construction sociale différente. 
Selon une étude américaine de 2012, la société a pris un intérêt collectif à un réexamen de certaines des contraintes traditionnelles sur l'amitié masculine, et potentiellement remodeler les constructions de genre, la sexualité et l'intimité. 
La bromance fournit « un cas d'étude des contraintes d'exclusivité dans l'Amérique du XXIe siècle ». Ceci est à la différence des connotations de l'amitié romantique, une terminologie de l'érudition historique du XXe siècle qui décrit les relations homosociales, qui était devenue moins fréquente dans la seconde moitié du XIXe siècle. À cette époque, l'intimité physique potentielle entre les amis de même sexe en était venu à être considéré avec anxiété. D'une part, l'intérêt social dans le thème est venue avec l'industrie cinématographique, puis cela a influencé la société en général, en explorant les mentalités des peuples et en abordant l'acceptation des « autres types de relations » entre les personnes. 
Le concept a également été considéré comme un reflet d'une plus grande « expressivité ». L'expérience de l'amitié et de la masculinité, peut-être en raison de l'ouverture des styles d'éducation parentales des années 1970, reflètent une tendance vers une plus grande ouverture émotionnelle, avec une augmentation de l'expressivité. Le sociologue Peter Nardi précise : « Il est devenu plus acceptable pour les hommes de montrer une certaine émotion, sans la peur d'être perçu comme gay ». Les hommes se marient plus tard, le cas échéant, ce qui a un impact sur les amitiés masculines. Selon le recensement américain de 2010, l'âge moyen du premier mariage d'un homme est de 28, contre 23 en 1960 ; les hommes avec plus d'éducation attendent d'atteindre la trentaine avant de se marier.

## Gestes d'affection

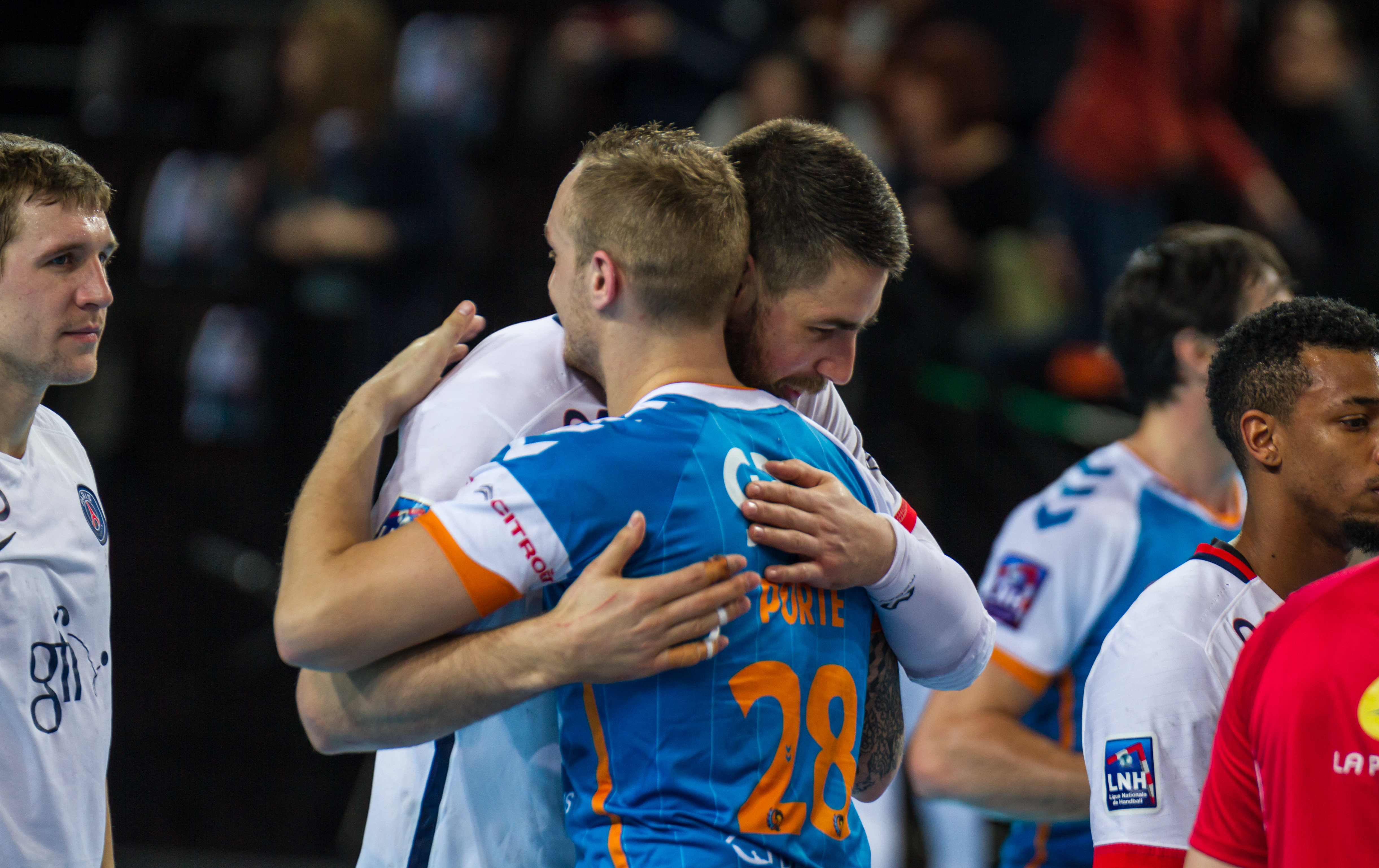
Un câlin après un match de Handball en France.

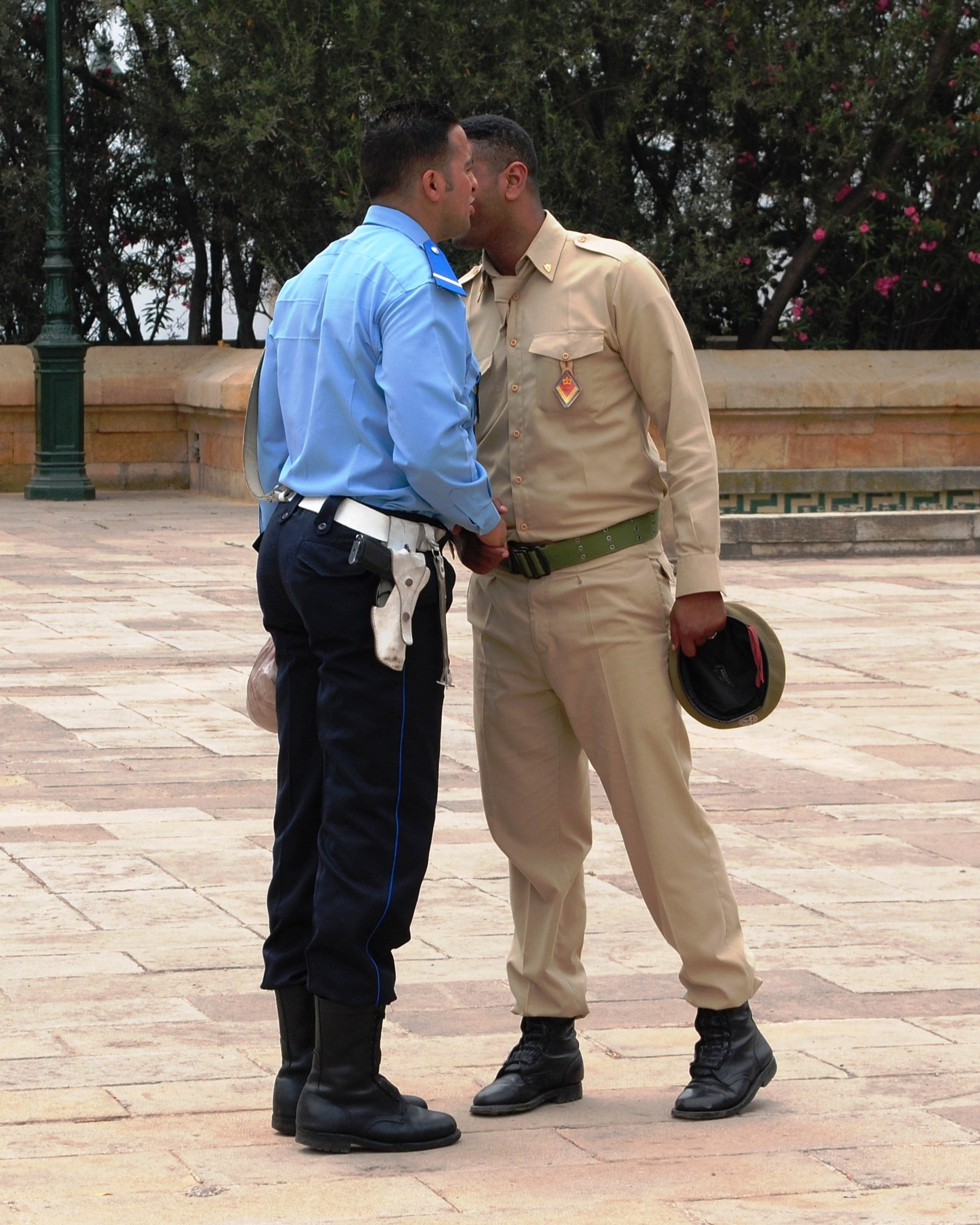
Un baiser entre deux amis au Maroc.

La bromance s'exprime notamment par une expression décomplexée des gestes d'affection.
Dans les cultures de certaines régions du monde- entre autres au Moyen-Orient, Maghreb, Afrique subsaharienne, sous-continent indien, Europe du Sud-Est -, des hommes peuvent se tenir la main tout en marchant, en guise  d'amitié masculine et de preuve d'affection purement amicale. 
Dans certains pays, comme aux États-Unis ou en Grande-Bretagne, il est normal pour deux amis de partager un câlin et des caresses,, ainsi qu'un baiser sur les lèvres,. Selon des études britanniques de 2010 et 2014, des chercheurs Éric Anderson et Mark McCormack, les jeunes interviewés considèrent ces gestes comme un moyen légitime de démontrer de l'affection à un ami. Selon une autre étude britannique réalisée auprès de 30 hommes hétérosexuels étudiants en sport, et publiée dans le magazine scientifique Men and Masculinities en 2017, 29 hommes sur 30 avaient l’habitude de donner des câlins et des caresses dans un lit avec leur ami bromantique. De plus, les jeunes étaient plus à l’aise (28 hommes sur 30) de partager leurs sentiments ou des secrets avec leur ami. Finalement, les données des chercheurs ont révélé que les jeunes hommes obtiennent plus d’épanouissement émotionnel dans une bromance avec un ami que dans une relation amoureuse avec une femme.

## Utilisation du terme
Le terme bromance a servi à décrire des relations d'amitié comme celle liant les acteurs Chris Hemsworth et Tom Hiddleston, des relations d'entente et d'alliance entre deux pays ou encore à qualifier l'association atypique de deux membres mâles de l'espèce des fossas.

## Bromances célèbres

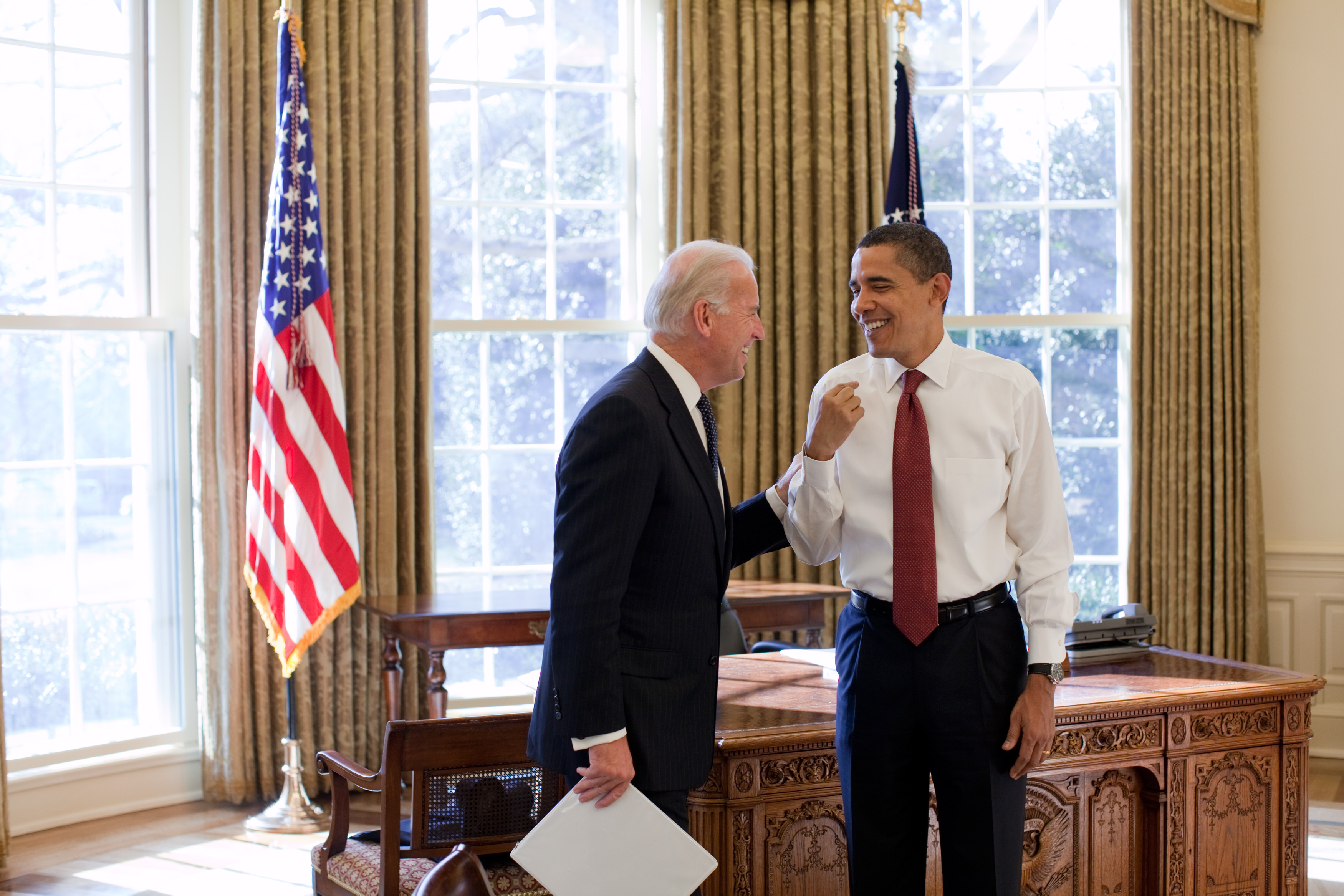
L’amitié entre Barack Obama et son vice-président Joe Biden a été qualifiée de bromance et fait l’objet d’un mème internet auquel Obama a lui-même fait allusion.

Le chanteur pop canadien Justin Bieber et le pilote automobile britannique Lewis Hamilton. Chez les sportifs, l'exemple le plus marquant est celui des deux anciens joueurs de l'Olympique lyonnais, Alexandre Lacazette et Corentin Tolisso, ou encore Rafael da Silva et Sergi Darder. Des amitiés marquées par de très fréquentes visites et rencontres publiées sur Instagram, voire des échanges de célébrations.

## Dans la culture populaire
L'amitié de Sherlock Holmes et du Dr Watson a été souvent dépeinte comme une bromance dans les œuvres des années 2000 et 2010.
Dans les années 2000 et 2010, la bromance a été représentée dans plusieurs séries télévisées américaines, dont Boston Justice (2004), Grey's Anatomy (2005), Scrubs (2008), Teen Wolf (2011), New Girl (2011), et Riverdale (2017),. 
Historiquement, certains films ont intégré des concepts d'amitié masculine plus ou moins subtiles dans leur scénario. C'est depuis 2005 que plusieurs films ayant pour thématique principale la bromance ont été produits. On parle alors d'une catégorie particulière : les « comédies bromantiques (en) ». Citons notamment; Funny People (2009), I Love You, Man (2009), Very Bad Trip (2009), Stan et Ollie (2018).